# 푸아송 코호몰로지
푸아송 기하학에서 푸아송 코호몰로지(영어: Poisson cohomology)는 푸아송 다양체 위에 자연스럽게 정의되는 코호몰로지 이론이다. 이 경우, {\displaystyle k}차 공사슬은 {\displaystyle (k,0)}차 완전 반대칭 텐서장이며, 공경계 사상은 푸아송 구조와의 스하우턴-네이엔하위스 괄호이다.

## 정의
푸아송 다양체 {\displaystyle X}가 주어졌다고 하자. 그렇다면, 그 위의 스하우턴-네이엔하위스 괄호
{\displaystyle [-,-]\colon \Gamma \left(\bigwedge ^{m}\mathrm {M} \right)\otimes \Gamma \left(\bigwedge ^{n}\mathrm {M} \right)\to \Gamma \left(\bigwedge ^{m+n-1}\mathrm {M} \right)}
를 생각하자. 푸아송 구조 {\displaystyle \pi \in \Gamma (\textstyle \bigwedge ^{2}\mathrm {T} M)}의 경우 {\displaystyle [\pi ,\pi ]=0}이므로, 미분 연산자
{\displaystyle [\pi ,-]\colon \Gamma \left(\bigwedge ^{m}\mathrm {M} \right)\to \Gamma \left(\bigwedge ^{m+1}\mathrm {M} \right)}
는
{\displaystyle [[\pi ,-],-]=0}
을 만족시킨다. 즉, 다음과 같은, 텐서장으로 구성된 공사슬 복합체가 존재한다.
{\displaystyle 0\to {\mathcal {C}}^{\infty }(M;\mathbb {R} )\,{\xrightarrow {[\pi ,-]}}\,\Gamma \left(\mathrm {T} M\right)\,{\xrightarrow {[\pi ,-]}}\,\Gamma \left(\bigwedge ^{2}\mathrm {T} M\right)\to \dotsb \to \Gamma \left(\bigwedge ^{\dim M}\mathrm {T} M\right)\to 0}
이에 대한 코호몰로지 군을 푸아송 코호몰로지라고 한다. 즉, 텐서장 {\displaystyle \alpha \in \Gamma (\textstyle \bigwedge ^{n}\mathrm {T} M)}에 대하여, 만약 {\displaystyle [\pi ,\alpha ]=0}이라면 {\displaystyle \alpha }를 {\displaystyle n}차 푸아송 공순환(영어: Poisson cocycle)이라고 한다.

### 푸아송 호몰로지
푸아송 다양체 {\displaystyle (M,\pi )} 위의 미분 형식의 공간 {\displaystyle \Omega ^{\bullet }(M)}에는 푸아송 쌍벡터와의 내부곱
{\displaystyle \pi \lrcorner \colon \Omega ^{\bullet }(M)\to \Omega ^{\bullet -2}(M)}
이 존재한다. 이에 따라, 다음과 같은 −1등급 연산이 존재한다.
{\displaystyle \partial _{\pi }=[\pi \lrcorner ,\mathrm {d} ]\colon \Omega ^{\bullet }(M)\to \Omega ^{\bullet -1}(M)}
이는 멱영 연산이다.
{\displaystyle \partial _{\pi }^{2}=0}
따라서, 이는 다음과 같은 사슬 복합체를 정의한다.
{\displaystyle 0\leftarrow \Omega ^{0}(M)\,{\xleftarrow {\partial _{\pi }}}\,\Omega ^{1}(M)\,{\xleftarrow {\partial _{\pi }}}\,\Omega ^{1}(M)\,\leftarrow \dotsb \leftarrow \Omega ^{\dim M}(M)\leftarrow 0}
그 호몰로지를 푸아송 호몰로지(영어: Poisson homology)라고 한다.

## 성질
푸아송 다양체의 정의에 따라 {\displaystyle [\pi ,\pi ]=0}이므로, 푸아송 구조 {\displaystyle \pi }는 2차 푸아송 공순환이며, 따라서 2차 푸아송 코호몰로지류를 정의한다. (이는 0일 수 있다.)
모든 심플렉틱 다양체는 푸아송 다양체를 이룬다. 이 경우, {\displaystyle k}차 푸아송 공사슬은 심플렉틱 형식을 통한 음악 동형으로 인하여 {\displaystyle k}차 미분 형식과 같으며, 푸아송 코호몰로지는 드람 코호몰로지와 일치한다.
만약 푸아송 구조가 0일 경우 ({\displaystyle \{-,-\}=0}), 푸아송 공경계 사상과 푸아송 경계 사상이 자명하므로, {\displaystyle k}차 푸아송 코호몰로지는 {\displaystyle k}차 푸아송 공사슬의 공간과 같으며, {\displaystyle k}차 푸아송 호몰로지는 {\displaystyle k}차 미분 형식의 공간과 같다.

### 리 대수 코호몰로지와의 관계
선형 푸아송 다양체 {\displaystyle {\mathfrak {g}}}의 경우, 푸아송 코호몰로지는 그 쌍대 공간인 리 대수의 (자명한 계수의) 리 대수 코호몰로지와 다음과 같은 관계를 갖는다.
{\displaystyle \operatorname {H} _{\pi }^{\bullet }({\mathfrak {g}}^{*})\cong \operatorname {H} _{\operatorname {Lie} }^{\bullet }({\mathfrak {g}};\mathbb {R} )\otimes _{\mathbb {R} }\operatorname {H} _{\pi }^{0}({\mathfrak {g}}^{*})}
즉, 카시미르 함수의 공간과 텐서곱을 취한 것을 제외하면 리 대수 코호몰로지와 일치한다.
이 경우, 푸아송 구조 {\displaystyle \pi }로 정의되는 2차 코호몰로지류는 항상 자명하다.

### 드람 코호몰로지와의 관계
푸아송 다양체 {\displaystyle M}의 음악 사상
{\displaystyle \sharp \colon \mathrm {T} ^{*}M\to \mathrm {T} M}
에 의하여, {\displaystyle k}차 미분 형식을 {\displaystyle k}차 푸아송 공사슬로 대응시키는 사상
{\displaystyle (-)^{\sharp }\colon \Omega ^{\bullet }(M)\to C_{\pi }^{\bullet }(M)}
이 존재하며, 이는 공사슬 사상이다. 즉, 이는 미분 형식 외미분을 푸아송 쌍벡터와의 스하우턴-네이엔하위스 괄호로 대응시킨다.
{\displaystyle (-)^{\sharp }\circ \mathrm {d} =[\pi ,-]}
즉, 이는 드람 코호몰로지에서 푸아송 코호몰로지로 가는 사상
{\displaystyle (-)^{\sharp }\colon \operatorname {H} _{\operatorname {dR} }^{\bullet }(M)\to \operatorname {H} _{\pi }^{\bullet }(M)}
을 정의한다.
만약 {\displaystyle M}이 심플렉틱 다양체라면, 이는 동형 사상을 이룬다. 즉, 이 경우 푸아송 코호몰로지는 드람 코호몰로지와 일치한다.
콤팩트 심플렉틱 다양체의 경우, 마찬가지로 푸아송 호몰로지는 실수 계수 특이 호몰로지와 일치한다.

## 예
0차와 1차 푸아송 코호몰로지는 함수 또는 벡터장으로의 구체적인 해석을 갖는다.

### 0차 푸아송 코호몰로지
푸아송 다양체 {\displaystyle M}의 0차 푸아송 코호몰로지는 다음과 같은 실수 벡터 공간이다.
{\displaystyle \operatorname {H} _{\Pi }^{0}(M)=\operatorname {Z} ({\mathcal {C}}^{\infty }(M;\mathbb {R} ))=\left\{f\in {\mathcal {C}}^{\infty }(M;\mathbb {R} )\colon \forall g\in {\mathcal {C}}^{\infty }(M;\mathbb {R} )\colon \{f,g\}=0\right\}}
즉, 모든 함수와 푸아송 괄호가 0인 매끄러운 함수로 구성된다. 이러한 함수를 카시미르 함수(Casimir函數, 영어: Casimir function)라고 하며, 이는 0차 푸아송 공순환과 같다. 물론, −1차 푸아송 공경계는 자명하므로, 이는 0차 푸아송 코호몰로지와 같다.
물리학적으로, 카시미르 함수는 임의의 해밀토니언에 대하여 운동 상수를 이루는 관측 가능량에 해당한다.

### 1차 푸아송 코호몰로지
푸아송 다양체 {\displaystyle M} 위의 벡터장에 대하여 다음 두 조건이 서로 동치이며, 이를 만족시키는 벡터장을 푸아송 벡터장(Poisson vector場, 영어: Poisson vector field)이라고 한다.
- {\displaystyle \nabla _{X}\{f,g\}=\{\nabla _{X}f,g\}+\{f,\nabla _{X}g\}\qquad \forall f,g\in {\mathcal {C}}^{\infty }(M;\mathbb {R} )}
- {\displaystyle {\mathcal {L}}_{X}\pi =0}

여기서 {\displaystyle {\mathcal {L}}_{X}}는 {\displaystyle X} 방향의 (2,0)차 텐서장 {\displaystyle \pi }의 리 미분이다. 푸아송 벡터장의 개념은 1차 푸아송 공순환의 개념과 동치이다. 그 공간을 {\displaystyle \operatorname {Z} _{\Pi }^{1}(M)\subseteq \operatorname {Vect} (M)}이라고 하자.
푸아송 다양체 {\displaystyle (M,\{,\})} 위에서, 임의의 {\displaystyle f\in {\mathcal {C}}^{\infty }(M;\mathbb {R} )}에 대하여 {\displaystyle \{f,-\}}는 {\displaystyle M} 위의 벡터장을 이루며, 이러한 꼴의 벡터장을 해밀턴 벡터장(Hamilton vector場, 영어: Hamiltonian vector field)이라고 한다. 해밀턴 벡터장의 리 괄호는 대응하는 해밀토니언들의 푸아송 괄호와 일치한다. 이는 0차 푸아송 공사슬의 공경계의 개념과 동치이다. 특히, 모든 해밀턴 벡터장은 푸아송 벡터장이다.
즉, 1차 푸아송 코호몰로지는 푸아송 벡터장의 공간의, 해밀턴 벡터장의 부분 공간에 대한 몫공간이다.
{\displaystyle \operatorname {H} _{\Pi }^{1}(M)={\frac {\operatorname {Z} _{\Pi }^{1}(M)}{\{{\mathcal {C}}^{\infty }(M,\mathbb {R} ),-\}}}}
이는 군론에서 외부 자기 동형군과 유사한 개념이다. (즉, 여기서 푸아송 벡터장은 임의의 자기 동형, 해밀턴 벡터장은 내부 자기 동형에 해당한다.)
물리학적으로, 푸아송 벡터장은 푸아송 다양체가 나타내는 역학계의 (무한소) 대칭을 나타내며, 해밀턴 벡터장은 대칭 가운데 어떤 해밀토니언에 대한 시간 변화로 표현될 수 있는 것에 해당한다. 즉, 1차 푸아송 코호몰로지는 동역학적으로 표현될 수 없는 계의 (무한소) 대칭의 공간이다.

### 2차 푸아송 코호몰로지
매끄러운 다양체 {\displaystyle M} 위의 (2,0)차 반대칭 텐서장들의 족
{\displaystyle \pi \colon (-\epsilon ,\epsilon )\to \Gamma \left(\bigwedge ^{2}\mathrm {T} M\right)}
이 주어졌다고 하자. 이는 벡터 다발의 단면의 족이므로, 형식적 멱급수
{\displaystyle \pi (t)\sim \sum _{i=0}^{\infty }{\frac {1}{i!}}t^{i}\pi ^{(i)}(0)=\pi (0)+{\dot {\pi }}(0)+{\frac {1}{2}}{\ddot {\pi }}(0)+\dotsb }
로 전개할 수 있다.
만약 모든 {\displaystyle -\epsilon <t<\epsilon }에서 {\displaystyle \pi (t)}가 푸아송 구조를 이룬다면, 이 조건은 다음과 같이 형식적 멱급수로 전개된다.
{\displaystyle 0=[\pi (t),\pi (t)]\sim [\pi (0),\pi (0)]+2t[\pi (0),{\dot {\pi }}(0)]+t^{2}([\pi (0),{\ddot {\pi }}(0)]+[{\dot {\pi }}(0),{\dot {\pi }}(0)])+\dotsb }
특히, {\displaystyle {\dot {\pi }}(0)}는
{\displaystyle [\pi (0),{\dot {\pi }}(0)]=0}
을 따른다. 다시 말해, 2차 푸아송 공사슬은 푸아송 구조의 무한소 변환을 나타낸다.
푸아송 다양체 {\displaystyle (M,\pi )} 위의 벡터장 {\displaystyle X}가 주어졌다고 하자. 이는 무한소 {\displaystyle M\to M} 미분 동형 사상으로 생각할 수 있다. 이에 대하여 푸아송 구조는 {\displaystyle [X,\pi ]={\mathcal {L}}_{X}\pi }와 같이 변환하게 된다. 즉, 2차 푸아송 공경계는 푸아송 구조의 무한소 변환 가운데, 단순히 좌표 변환만으로 유도되는 것이다.
이에 따라서, 푸아송 구조의 모듈라이 공간의 접공간은 2차 푸아송 코호몰로지의 부분 공간이다. 만약 3차 이상의 푸아송 코호몰로지가 모두 자명하다면, 2차 푸아송 코호몰로지는 푸아송 구조의 모듈라이 공간의 접공간과 일치한다.

### 고차 푸아송 코호몰로지
2차 푸아송 코호몰로지와 마찬가지로, {\displaystyle [\pi (t),\pi (t)]}형식적 멱급수 전개의 {\displaystyle {\mathcal {O}}(t^{2})} 항은 다음과 같다.
{\displaystyle [\pi (t),{\ddot {\pi }}(0)]+[{\dot {\pi }}(0),{\dot {\pi }}(0)]=0}
그런데 리 초대수 야코비 항등식 및 {\displaystyle [\pi (0),{\dot {\pi }}(0)]=0}으로 인하여
{\displaystyle [\pi (0),[{\dot {\pi }}(0),{\dot {\pi }}(0)]\propto [{\dot {\pi }}(0),[\pi (0),{\dot {\pi }}(0)]]=0}
이다. 즉, {\displaystyle [{\dot {\pi }}(0),{\dot {\pi }}(0)]}은 항상 3차 푸아송 공사슬을 이룬다. 따라서, {\displaystyle {\dot {\pi }}(0)}이 실제로 푸아송 구조 모듈라이 공간의 접벡터를 이룰 필요 조건은 이 3차 푸아송 공사슬의 3차 푸아송 코호몰로지류가 0인 것이다.
마찬가지로, 고차 도함수 역시 고차 푸아송 코호몰로지의 원소를 정의한다. 만약 이 코호몰로지류들이 모두 0이라면, 2차 푸아송 코호몰로지류는 푸아송 구조의 모듈라이 공간의 접벡터를 정의한다.

### 0차 푸아송 호몰로지
푸아송 다양체 {\displaystyle (M,\pi )} 위의 1차 푸아송 사슬 (즉, 1차 미분 형식) {\displaystyle f\,\mathrm {d} g}의 푸아송 경계는 푸아송 괄호
{\displaystyle \{f,g\}}
이다. 따라서, 0차 푸아송 호몰로지는 다음과 같다.
{\displaystyle \operatorname {H} _{0}^{\pi }(M)={\frac {{\mathcal {C}}^{\infty }(M,\mathbb {R} )}{\operatorname {Span} _{\mathbb {R} }(\{{\mathcal {C}}^{\infty }(M,\mathbb {R} ),{\mathcal {C}}^{\infty }(M,\mathbb {R} )\})}}}
이는 실수 리 대수 {\displaystyle ({\mathcal {C}}^{\infty }(M,\mathbb {R} ),\{-,-\})}의 1차 유도 리 대수(영어: derived Lie algebra)에 대한 몫이므로, {\displaystyle ({\mathcal {C}}^{\infty }(M,\mathbb {R} ),\{-,-\})}의 극대 아벨 몫 리 대수이다.
만약 푸아송 다양체가 콤팩트 유향 다양체라면, 최고차 미분 형식은 0차 미분 형식의 쌍대 공간의 (매끄러운) 부분 공간을 이룬다. 이 경우, 0차 푸아송 호몰로지의 쌍대 공간의 매끄러운 부분 공간은 다음과 같은 조건을 만족시키는 최고차 미분 형식 {\displaystyle \omega }로 구성된다.
{\displaystyle \int \{f,g\}\omega =0\qquad \forall f,g\in {\mathcal {C}}^{\infty }(M,\mathbb {R} )}
해밀턴 역학에서, 0차 미분 형식은 관측 가능량을 나타내며, 최고차 미분 형식(측도)은 앙상블(또는 통계역학적 혼합 상태)를 나타내며, 0차 미분 형식과 최고차 미분 형식의 곱의 적분은 주어진 앙상블에서 관측 가능량의 평균값이다. 따라서, 앙상블에 대한 이 조건은 임의의 관측 가능량의 평균값이 임의의 해밀토니언 아래서 시간 변화를 겪지 않는다는 것이다. 이 조건을 KMS 조건(영어: KMS condition)이라고 한다. 다시 말해, 0차 푸아송 호몰로지는 KMS 앙상블들의 공간의 쌍대 공간이다.

### 리우빌 벡터장
푸아송 다양체 {\displaystyle (M,\pi )}에서, {\displaystyle \pi }는 정의에 따라 2차 푸아송 코호몰로지류를 정의한다.
{\displaystyle [\pi ]\in \operatorname {H} _{\pi }^{2}(M)}
만약 {\displaystyle [\pi ]=0}이라면, {\displaystyle M}을 완전 푸아송 다양체(영어: exact Poisson manifold)라고 한다. 이 경우,
{\displaystyle {\mathcal {L}}_{X}\pi =[X,\pi ]=-\pi }
인 벡터장 {\displaystyle X\in \operatorname {Vect} (M)}이 항상 존재하며, 이를 {\displaystyle (M,\pi )}의 리우빌 벡터장(영어: Liouville vector field)이라고 한다. 리우빌 벡터장이 존재할 경우, 충분히 작은 {\displaystyle \epsilon \in \mathbb {R} ^{+}}에 대하여 이를 적분하여 그 흐름
{\displaystyle \phi \colon (-\epsilon ,\epsilon )\times M\to M}
을 정의할 수 있으며, 이 경우
{\displaystyle \{\phi _{t}^{*}f,\phi _{t}^{*}g\}=\exp(t)\phi }
가 된다. 즉, 이는 푸아송 다양체의 확대 변환(영어: dilatation)에 해당한다.
심플렉틱 다양체의 경우, 리우벨 벡터장이 존재하는지 여부는 심플렉틱 형식이 완전 미분 형식인지 여부와 동치이다. 특히, 모든 콤팩트 완전 심플렉틱 다양체는 0차원이다. 반면, 양의 차원의 콤팩트 완전 다양체는 존재한다.:229, §10